# La actriz María Guerrero como «La dama boba»
La actriz María Guerrero como «La dama boba» es una obra de Joaquín Sorolla y Bastida pintada al óleo sobre lienzo con unas dimensiones de 131 x 120,5 cm. Está datado en el año 1906 y actualmente se conserva en el Museo del Prado de Madrid.

## Historia
El cuadro perteneció a los descendientes de la actriz María Guerrero hasta el 27 de febrero de 1933, fecha en la que Don Carlos Díaz de Mendoza, hijo de la actriz, lo vendió al Museo de Arte Moderno de Madrid por 15.000 pesetas. La obra permaneció allí hasta la desaparición del museo en el año 1971, pasando entonces a formar parte de las colecciones del Museo del Prado.
Aunque datado en 1906, en realidad Sorolla compuso el cuadro en 1897, en un formato más pequeño, para ampliarlo años más tarde añadiéndole dos bandas horizontales y cambiando el serio gesto de la actriz por otro más alegre. También, en la esquina superior izquierda del lienzo, incluyó la nueva fecha junto a la inscripción: "Doña María de Guerrero de Mendoza, 1906".

## Descripción y características
En el cuadro aparece la actriz María Guerrero, con 39 años y en el mejor momento de su carrera, retratada como Finea, personaje principal de la comedia de Lope de Vega, La dama boba. Sorolla, en el ángulo inferior izquierdo, le dedica el cuadro: "A María Guerrero de su amigo [...]" 
La ropa, característica de la época, sirve a Sorolla para rendir un tributo a Velázquez especialmente apreciable en la ejecución del guardainfante y en el ambiente de la escena, un interior en donde se puede ver, al fondo, al marido de la actriz también vestido para la comedia.
La diversidad de colores, carmines, blancos y rosas aplicados con una pincelada libre, suelta y empastada confieren a la pintura una sorprendente modernidad lo que, sin duda, la coloca entre las obras de más calidad de Sorolla.